# Borderline (sång)
"Borderline" är en låt framförd av den amerikanska popartisten Madonna och utgiven som den femte och sista singeln från hennes debutalbum Madonna den 15 februari 1984. Låten skrevs och producerades av Reggie Lucas och har blivit remixad av Madonnas dåvarande pojkvän John "Jellybean" Benitez. Hon använde en polerad och uttrycksfull sångröst i låten. Texten handlar om en obesvarad kärlek och skrevs som ett uppror mot manlig chauvinism.
Samtida kritiker och författare hyllade låten som den harmoniskt mest komplexa låten från albumet Madonna och gav komplimanger över låtens danspopkaraktär. "Borderline" blev Madonnas första topp 10-hit på Billboard Hot 100, där den nådde plats 10 som bäst. Låten gick även in på topp 20 i flera europeiska länder och toppade den irländska singellistan. Låten hamnade på plats 84 på musikmagasinet Blenders lista "The 500 Greatest Songs Since You Were Born" och tidskriften Time inkluderade den på sin lista "All-Time 100 Songs".
Musikvideon till låten regisserades av Mary Lambert.

## Låtlistor och format
| - Amerikansk 7"-vinylsingel 1. "Borderline" (Edit) – 4:02 2. "Think of Me" – 4:55 - Brittisk 7"-vinylsingel & vinyl i begränsad upplaga 1. "Borderline" (Edit) – 4:02 2. "Physical Attraction" (Edit) – 3:56 - Brittisk 12"-vinylsingel 1. "Borderline" (U.S Remix) – 6:57 2. "Borderline" (Dub) – 5:48 3. "Physical Attraction" (LP Version) – 6:42 - Tysk/brittisk CD-maxisingel (1995) 1. "Borderline" – 5:17 2. "Borderline" (U.S Remix) – 6:57 3. "Physical Attraction" (LP Version) – 6:42 | - Amerikansk 12"-maxisingel 1. "Borderline" (New Mix) – 6:57 2. "Lucky Star" (New Mix) – 7:14 - Amerikansk 12"-promomxisingel 1. "Borderline" (New Mix) – 5:29 2. "Borderline" (Instrumental) – 5:48 - Australisk 12"-vinylsingel 1. "Borderline" (U.S Remix) – 6:57 2. "Borderline" (Edit) – 4:02 3. "Borderline" (Dub) - 5:48 - Tysk 12"-vinylsingel 1. "Borderline" (U.S Remix) – 6:57 2. "Borderline" (Dub) – 5:48 3. "Physical Attraction" (full-length version) – 6:42 |

## Medverkande
- Madonna – sång
- Reggie Lucas – låtskrivare, producent, gitarrer, trumprogrammering
- Fred Zarr – synthesizer, elpiano, akustiskt piano
- Dean Gant – synthesizer, elpiano, akustiskt piano
- Ed Walsh – synthesizer
- Anthony Jackson – elbas
- Ira Siegal – gitarrer
- Bobby Malach – tenorsaxofon
- Gwen Guthrie – bakgrundssång
- Brenda White – bakgrundssång
- Chrissy Faith – bakgrundssång

Medverkande är hämtade ur albumhäftet till Madonna.

## Listplaceringar och certifikat
| Lista (1984)                              | Högsta position |
| ----------------------------------------- | --------------- |
| Australien (Kent Music Report)            | 12              |
| Belgien (VRT Top 30)                      | 4               |
| Irland (Irish Singles Chart)              | 1               |
| Kanada (RPM)                              | 25              |
| Nederländerna (Nederlandse Top 40)        | 3               |
| Nya Zeeland (RIAN)                        | 47              |
| Schweiz (Swiss Music Charts)              | 23              |
| Storbritannien (UK Singles Chart)         | 2               |
| USA (Billboard Hot 100)                   | 10              |
| USA (Billboard Hot Adult Contemporary)    | 23              |
| USA (Billboard Hot Dance Music/Club Play) | 2               |

| Lista (1984)          | Position |
| --------------------- | -------- |
| USA Billboard Hot 100 | 35       |

| Land           | Certifikat |
| -------------- | ---------- |
| Storbritannien | Guld       |
| USA            | Guld       |

### Fotnoter
1. ↑  ”Madonna”. Arkiverad från originalet den 25 juli 2009. https://web.archive.org/web/20090725142835/http://www.madonna.com/discography/index/album/albumId/30/. Läst 25 juni 2011.
2. 1 2  Albumhäfte för Madonna av Madonna [LP/CD]. Sire Records. 1983. 9 23867-1.
3. ↑  Singelhäfte för "Borderline" av Madonna [Amerikansk 7"-vinylsingel]. 7-29354.
4. ↑  Singelhäfte för "Borderline" av Madonna [Brittisk vinyl i begränsad upplaga]. W9260P.
5. ↑  Singelhäfte för "Borderline" av Madonna [Brittisk 12"-vinylsingel]. W 9260T.
6. ↑  Singelhäfte för "Borderline" av Madonna [Europeisk CD-singel]. 7599 20218-2.
7. ↑  Singelhäfte för "Borderline" av Madonna [Amerikansk 12"-maxisingel]. 9 20212-0 A.
8. ↑  Singelhäfte för "Borderline" av Madonna [Amerikansk 12"-promomxisingel]. PRO-A-2120.
9. ↑  Singelhäfte för "Borderline" av Madonna [Australisk 12"-vinylsingel]. 0.20220.
10. ↑  Singelhäfte för "Borderline" av Madonna [Tysk 12"-vinylsingel]. 920212-0.
11. ↑  Kent, David (1993) (doc). Australian Chart Book 1970–1992. Australian Chart Book, St Ives, N.S.W. ISBN 0-646-11917-6. Läst 24 februari 2009
12. ↑  ”Madonna – Borderline – Hoogste notering” (på nederländska). VRT Top 30. 4 juni 1984. Arkiverad från originalet den 9 april 2012. https://web.archive.org/web/20120409063716/http://top30-2.radio2.be/#/search/Bryan_Adams. Läst 20 juli 2009.
13. ↑  ”Irish charts – Search the chart”. Irish Recorded Music Association. Irishcharts.com. 1 januari 1986. http://www.irishcharts.ie/search/placement?page=11. Läst 21 juli 2009.
14. ↑  "Top Singles – Volume 42, No. 3, September 22, 1984". RPM. RPM Music Publications Ltd. 1984-09-22. Läst 2009-07-20.
15. 1 2  ”Madonna – Broderline – Dutch” (på nederländska). MegaCharts. Hung Medien. 1983. http://dutchcharts.nl/showitem.asp?interpret=Madonna&titel=Borderline&cat=s. Läst 20 juli 2009.
16. ↑  ”Madonna – Borderline – Swiss Charts” (på tyska). Swiss Music Charts. Hung Medien. 1983. http://hitparade.ch/showitem.asp?interpret=Madonna&titel=Borderline&cat=s. Läst 21 juli 2009.
17. ↑  "Chartstats – Madonna – Borderline (1986)". The Official Charts Company. Chartstats.com. 1986-02-15. Läst 2009-07-20.
18. 1 2 3  Dean 2003, s. 523
19. ↑  ”Billboard 1984 Year End Singles”. Billboard (Nielsen Business Media, Inc) 96 (52):  sid. 5, 14. 1984-12-22. ISSN 0006-2510. http://books.google.co.in/books?id=ZSQEAAAAMBAJ&dq=Madonna+Borderline+Billboard&q=Madonna+Borderline#v=snippet&q=Madonna%20Borderline&f=false. Läst 10 mars 2013.
20. ↑  ”BPI Searchable Database”. British Phonographic Industry. https://www.bpi.co.uk/award/1010-2003-1.
21. ↑  ”Madonna-Borderline-Single Certification”. Recording Industry Association of America. Arkiverad från originalet den 25 februari 2013. https://web.archive.org/web/20130225031458/http://riaa.com/goldandplatinumdata.php?table=SEARCH_RESULTS.